# Gediminas
Gediminas (n. cca. 1275 – d. decembrie 1341) a fost un mare duce al Lituaniei în perioada dintre 1316–1341. Fondator al dinastiei de Gediminas. În perioada domniei sale a extins semnificativ hotarele Lituaniei.

## Domnie
A dus o luptă acerbă împotriva cavalerilor teutoni, înfrângându-i într-o serie de bătălii. În 1322 face alianță cu ducele de Mazovia și cu regele Poloniei Vladislav I, trei ani mai târziu, căsătorindu-și fiica cu fiul lui Vladislav, Cazimir.
Ca și predecesorii săi, Gediminas a continuat expansiunea teritorială în detrimentul slavilor ruși. Sub domnia lui a alipit orașele Poloțk (1307), Grodno și Brest (1315), Vitebsk (1320), Minsk (1326), Pinsk și Turov (1336) și altele. Vasali ai lui Gediminas au devenit și o serie de cneazi ruși. În Volânia din 1340 a domnit chiar fiul său, Liubartas.
De asemenea o tradiție lituaniană spune că fondator al Vilniusului ar fi Gediminas, care-l menționează pentru prima dată în scrierile sale, în 1323: acesta construind la confluența Vilniei cu Neris o cetate din lemn, ulterior mutându-și aici reședința, aceasta în cele din urmă a devenit capitala Marelui Ducat al Lituaniei. În scrisorile către papa Ioan al XXII-lea, orașele hanseatice, franciscani și dominicani (1323 - 1324) a demonstrat o dorință de a îmbrățișa credința creștină și a invitat în Lituania cavaleri, artizani, negustori, agricultori, preoți.

## Familia
Este incertă situația lui matrimonială. Conform Cronicii Bychowiec, Gediminas ar fi avut 3 soții: Vida din Curlanda, Olga din Smolensk și Jewna din Poloțk despre care se crede că ar fi fost ortodoxă și ar fi murit în 1344 sau 1345. Studiile mai noi dau drept fictive primele două soții care sunt menționate doar în această cronică. Într-o altă cronică, Cronike van der Duytscher Oirden, scrisă în sec. XV, discutabilă ca și prima, se menționează că ar fi avut o soție păgână și una ortodoxă.
Gediminas au avut cel puțin cinci fiice și șapte fii, ale căror căsătorii au contribuit la extinderea și consolidarea influenței Marelui Ducat în zonele de est și de vest a Lituaniei. Aceste căsătorii arată talentul diplomatic al lui Gediminas în construirea de alianțe cu statele vecine care împărtășesc obiectivele sale de a distruge Ordinul Cavalerilor Teutoni.Căsătoriile fiilor lui Gediminas l-au ajutat să-și consolideze puterea dinastiei asupra diferite teritorii din Marele Ducat, în timp ce căsătoriile fiicelor și nepoatelor sale au întărit relațiile lituaniene cu puteri vecine.
Dintre cei șapte fii ai lui Gediminas, cinci au fost creștini, fiicele lui de asemenea au fost căsătorite cu creștini.
Fii lui Gediminas:
Narymunt (c. 1300 - 02 februarie 1348), Duce de Pinsk, Polotsk și Novgorod
Witold (c. 1303-1336), Duce de Trakai,
Alginat (CA 1304, d. 1377), Marele Duce al Lituaniei din 1345,
Koriat (Michael) (cca. 1306 - cca 1365), Prinț de Novgorod,
Iaunutis (c. 1306/1309 - după 1366), Marele Duce al Lituaniei 1341-1344, Prinț Zaslavsky 1346-1366,
Kiejstut (Kestutis) (c. 1308/1310 - 15 august 1382), Ducele de Trakai, Mare Duce al Lituaniei 1381-1382,
Lubart (Lubko, Lubartas, Dmitri, circa 1312/1315 - 1384), Prinț de Polotsk, Vladimir, Luck din 1340, Prinț de Volîn 1340-1349, 1350-1366, 1371-1383, Prinț de Halîci 1340-1349.
Manvidas (c. 1313/1315 to 1348),  moștenitor al Kernavė și Slonim.
Fiicele lui Gediminas:
Elizabeth (c. 1302-1364), sotia din anul 1316 a lui Wenceslas, Duce de Plock,
Maria (c. 1304/1307 - 1349), de la 1320 ani sotia lui Dmitri Groźnookiego, Marele Duce de Tver,
Aldona Anna (c. 1311/1313 - 25 mai 1339), din 1325 soția Casimir III cel Mare,
NN (Eufemia?) (C. 1314/1317 - ianuarie / februarie 1341) - 1331 soția lui Boleslaw George al II-lea,
NN (Helena?) (C. 1315/1319 -. Zap La 23 iunie 1339), soția lui Andrew Kozielski,
Augusta Anastasia (în jurul 1316/1321 - 11 martie 1345), soția Mândru Semion, Marele Duce de Moscova.
A luptat pentru influență în orașele Pskov și Novgorod și contra împotriva Cnezatului Moscovei. În această luptă, bazându-se pe o alianța cu Tver, obligat prin căsătoria fiicei lui Gediminas, Maria cu Dmitri de Tver.
Ucis la asediul cetății teutone Bayerburg, fiind țintit de un arcaș.